# Acalypha inaequalis
Acalypha inaequalis là một loài thực vật có hoa trong họ Đại kích. Loài này được Rusby mô tả khoa học đầu tiên năm 1901.